# Muscle des petits os de l'audition
Les muscles des petits os de l'audition sont les deux muscles situés dans l'oreille moyenne annexés aux osselets :
- le muscle tenseur du tympan,
- le muscle stapédien.